# Потајница (биљка)
Потајница (Lathraea squamaria), је вишегодишња паразитска биљка из породице воловотки (Orobanchaceae), једина је врста из овог рода која се може наћи у нашим шумама. Назив рода потиче од грчке речи латхраиос (скривен, потајан) јер је већи део стабла у земљи, а на површину избија само цваст.

## Распрострањеност
У роду Lathraea налази се пет врста, које расту у умереним подручјима Европе и Азије. Потајница је једина врста овог рода која расте код нас.

## Опис врсте
Потајница је вишегодишња, зељаста, паразитска биљка без зелених листова. Ризом је гранат, меснат, обилно покривен белим љуспама распоређеним у четири реда, које затварају шупљину ризома. Корен је гранат у доњем делу и обухвата корен биљаке домаћина, извлачећи хранљиве материје. Стабло је усправно, високо 10-25 цм, дебело и сочно. Боје је ружичасто црвене, ређе бело. Покривено је многобројним пљоснатим, бледим, наизменично распоређеним љуспама. Надземни део појављује се у рано пролеће.
Цветови су ружичасто црвене боје, на петељкама, скупљени у густе, гроздасте цвасти, сви окренуту на једну страну. Приперци су љуспасти, меснато задебљали, ружичасте боје, јајасти или затупасто ромбични, цели по ободу. Чашица је звонастог облика, до половине подељена на 4-5 зубаца дугих 7-8 мм, покривених жлездастим длакама. Kруница је два пута дужа од чашице, дуга 15-17 мм, двоусната. Горња усна је недељена, црвене боје, а доња неједнако трорежњевита, беличаста, средњи режањ покрива бочне. Цвета у априлу и мају месецу. Семе је мало, грубо мрежасто наборано.

## Услови станишта
Потајница расте у влажним листопадним храстово-грабовим и буковим шумама. Паразитира на корењу различитих врста дрвећа и жбуња, најчешће на букви, лески и јови.